# Muzykiwka
Muzykiwka (ukr. Музиківка) – wieś na południu Ukrainy, w obwodzie chersońskim, w rejonie biłozerskim. Miejscowość liczy 2672 mieszkańców.

## Historia
Pierwsze wzmianki o Muzykiwce pochodzą z 1856 roku. Wieś zapewne istniała wcześniej, gdyż w 1859 odnotowano tutaj 1100 mieszkańców w 183 zagrodach.

## Zabytki i osobliwości
- Kozackie kamienne krzyże na terenie cmentarza.